# Дональд Ферберн
Дональд Ферберн (англ. Donald Fairbairn; 31 серпня 1963) — вчений богослов, що спеціалізується на історії теології, сотеріології періоду патристики і східного православ'я. Певний час викладав у Донецькому християнському університеті в Україні. Професор з історії теології на Євангельському теологічному факультеті в Лювені та професор в Семінарії Гордон-Конвелл (США).

## Освіта
- 1985 — бакалавр з англійської літератури (Принстонський університет)
- 1985–1986 – вивчення класичної грецької мови і релігії в рамках підготовки до семінарії, Фурман університет (Гренвілл, Південна Кароліна)
- 1989 — магістр богослов'я (M.Div.) Денверська семінарія (Денвер, Колорадо)
- 1999 – доктор філософії в Патристиці (Кембриджський університет). Дисертація: «Благодать і Христологія у Кирила Олександрійського та Іоанна Касіяна»

## Діяльність
Після закінчення денверської семінарії в 1989 році, доктор Ферберн служив у Радянській Грузії протягом року, а потім викладав богослов'я, Новий Заповіт і апологетику в Донецькому християнському університеті в Україні з 1992 року до 1996 року. Також він працював там на посаді помічника декана. відтоді він продовжував викладати у Східній та Західній Європі протягом багатьох короткострокових поїздок. Троє з його англійських книг були опубліковані російською і дві румунською мовою. Він також написав дві книги, видані тільки російською мовою.
Після отримання докторського ступеню в 1999 році, Фейрберн викладав церковну історію, грецьку, латинську та історію теології в духовній семінарії Ерскін, а також працював на посаді декана теології та керував там програмою магістра теології, перш ніж прийти до Гордон-Conwell у 2010 році.
У листопаді 2015 року перебував у Києві, в Національному педагогічному університеті імені М. П. Драгоманова, з лекціями з систематичного богослов'я в межах позакредитної сертифікатної програми «Богослов'я та історія християнських церков», а також взяв участь у засіданні круглого столу «Реформація і православ'я» 26 листопада 2015 року і презентував свою книгу «Життя в Трійці. Вступ до богослов'я з Отцями церкви». 27 листопада 2015 року прочитав лекцію з патристики для студентів І курсу Київської духовної академії і семінарії.

## Академічні відзнаки та нагороди
1. Leon McDill Allison Нагорода за видатні досягнення в галузі викладання (отримана в Erskine Seminary, 2005)
2. Нагорода Overseas Research Student (стипендія визнана Британським урядом для навчання в Кембріджі, 1996—1999)
3. Нагорода-стипендія в Денверській Семінарії за найвищий рівень оцінок на програмі Магістра Богослов'я 1989 р.
4. Нагорода Kenneth Fitzhugh Morris (в Erskine Seminary за видатні досягнення в біблеїстиці, 1988)
5. Нагорода Class of 1859 Prize (отримана в Принстонському Університеті за найвищий рівень оцінок на факультеті англійської мови, 1985)

## Публікації

### Книжки
1. Fulgentius of Ruspe and the Scythian Monks: Correspondence on Christology and Grace. The Fathers of the Church 126. Washington, D.C.: The Catholic University of America Press, 2013. [Co-translated with Rob Roy McGregor.]
2. Understanding Language: A Guide for Beginning Students of Greek & Latin. Washington, D.C.: The Catholic University of America Press, 2011.
3. Иными глазами. Взгляд евангельського христианина на Восточное Православие. – СПб.: «Библия для всех», 2008[8]
4. Жизнь в Троице. Введение в богословие с Отцами Церкви. – Черкассы: «Коллоквиум», 2013. – 252 с.[3][9]
5. Учение о Христе и благодати в ранней Церкви. Серия «Богословские исследования» М.: Библейско-богословский институт св. апостола Андрея, 2008. — 323 с.
6. Прямая стезя или путь креста. Нижний Новгород.: «Агапе», 2008. – 128 с.

### Статті в рецензованих журналах
1. The Sardican Paper, Antiochene Politics, and the Council of Alexandria (362): Developing the ‘Faith of Nicaea.’" The Journal of Theological Studies, NS, 66:2 (October 2015), forthcoming.
2. Justification in St. Cyril of Alexandria, with some Implications for Ecumenical Dialogue." Participatio: The Journal of the Thomas F. Torrance Theological Fellowship 4 (2013): 132—155. [This article has been re-printed in T. F. Torrance and Eastern Orthodoxy: Theology in Reconciliation, edited by Matthew Baker and Todd Speidell, 123-47 (Wipf & Stock, 2015).]
3. The Synod of Ancyra (358) and the Question of the Son's Creaturehood." The Journal of Theological Studies, NS, 64:1 (April 2013), 111—136.
4. Allies or Merely Friends? John of Antioch and Nestorius in the Christological Controversy." The Journal of Ecclesiastical History 58:3 (July 2007), 383—399.
5. Patristic Soteriology: Three Trajectories." Journal of the Evangelical Theological Society 50:2 (June 2007), 289—310.
6. The Puzzle of Theodoret's Christology: A Modest Suggestion." The Journal of Theological Studies, NS, 58:1 (April 2007), 100—133.

### Інтерв'ю
1. Дональд Ферберн: я шкодую, що Захід не зробив більше, щоб допомогти Україні. www.prostir.ua. Громадський простір. Архів оригіналу за 8 грудня 2015. Процитовано 8 грудня 2015.

## Сім'я
Доктор Ферберн і його дружина Дженніфер мають двох дітей — Трей (2001 р.н.) та Елла (2003 р.н.).

### Відео
- Лекція Дональда Ферберна в НПУ ім. М.П. Драгоманова (відео 1 на YouTube
- Лекція Дональда Ферберна в НПУ ім. М.П. Драгоманова (відео 2) на YouTube
- Лекція Дональда Ферберна в НПУ ім. М.П. Драгоманова (відео 3) на YouTube
- Лекція Дональда Ферберна в НПУ ім. М.П. Драгоманова (відео 4)
- Лекція Дональда Ферберна в НПУ ім. М.П. Драгоманова (відео 5)
- Презентація книги Дональда Ферберна «Життя в Трійці» на YouTube
- Тематичний круглий стіл «Реформація і православ'я» на YouTube
- Лекція Дональда Ферберна в Київській духовній академії і семінарії УПЦ (початок)
- Лекція Дональда Ферберна в Київській духовній академії і семінарії УПЦ (продовження)